# 青宁镇
青宁镇，原为青宁乡，是中华人民共和国四川省达州市通川区下辖的一个乡镇级行政单位。2018年撤乡设镇。区划代码改为511702114。

## 行政区划
青宁镇下辖以下地区：
街道社区、曙光村、化马村、潜力村、长梯村、岩门村社区村、保丰村、天断村、永丰村和红专村。